# Puente sumergible
Un puente sumergible es un tipo de puente móvil que hace descender el tablero del puente por debajo del nivel del agua para permitir el tráfico marítimo. Difiere de un puente levadizo o un puente de mesa en que ambos operan mediante la elevación de la vía rodada. Hay dos puentes sumergibles en el canal de Corinto, uno en cada extremo, en el istmo y en Corinto. Sumergen la parte central hasta 8 metros  debajo del nivel del agua cuando dan paso a los barcos que cruzan el canal. 
La ventaja principal del puente sumergible sobre puentes levadizos similares es que no hay una estructura por encima del canal de navegación y, por tanto, no tienen limitación de altura del tráfico de buques, siendo particularmente importante en canales en que naveguen barcos de vela. Además, la falta de una estructura por encima de la cubierta se considera estéticamente agradable, una similitud que comparten con el puente basculante estilo Chicago y el puente de mesa. Sin embargo, la presencia de la estructura del puente sumergido puede limitar el calado de los buques en la vía acuática.
El término puente sumergible a veces se aplica también a un puente móvil que está diseñado para soportar las corrientes de inmersión y de elevación cuando el nivel del agua sube. Este puente se conoce con más propiedad como puente bajo el agua.